# Levantamento de peso nos Jogos Paralímpicos de Verão de 2024
As competições de levantamento de peso nos Jogos Paralímpicos de Verão de 2024 foram disputadas entre 4 e 8 de setembro de 2024 na Porte de La Chapelle Arena, em Paris, França. Foram sendo disputados 20 eventos, sendo dez categorias masculinas e dez femininas. Os atletas que disputam o levantamento de peso possuem algum tipo de deficiência nas pernas ou quadril, como paraplegia.

## Eventos
Acontecerão vinte eventos de levantamento de peso, sendo dez categorias para homens e dez para mulheres.
| Masculino | Masculino | Feminino | Feminino |
| --------- | --------- | -------- | -------- |
| 49 kg     | 80 kg     | 41 kg    | 67 kg    |
| 54 kg     | 88 kg     | 45 kg    | 73 kg    |
| 59 kg     | 97 kg     | 50 kg    | 79 kg    |
| 65 kg     | 107 kg    | 55 kg    | 86 kg    |
| 72 kg     | +107 kg   | 61 kg    | +86 kg   |

## Medalhistas

### Evento masculino
| Evento                    | Ouro                             | Prata                                 | Bronze                            |
| ------------------------- | -------------------------------- | ------------------------------------- | --------------------------------- |
| 49 kg (Detalhes)          | Omar Qarada JOR Jordânia         | Abdullah Kayapınar TUR Turquia        | Lê Văn Công VIE Vietnã            |
| 54 kg (Detalhes)          | David Degtyarev KAZ Cazaquistão  | Pablo Ramírez Barrientos CUB Cuba     | Yang Jinglang CHN China           |
| 59 kg (Detalhes)          | Mohamed Elmenyawy EGY Egito      | Qi Yongkai CHN China                  | Mohsen Bakhtiar IRI Irã           |
| 65 kg (Detalhes)          | Zou Yi CHN China                 | Mark Swan GBR Grã-Bretanha            | Hocine Bettir ALG Argélia         |
| 72 kg (Detalhes)          | Bonnie Bunyau Gustin MAS Malásia | Hu Peng CHN China                     | Donato Telesca ITA Itália         |
| 80 kg (Detalhes)          | Rouhollah Rostami IRI Irã        | Gu Xiaofei CHN China                  | Rasool Mohsin IRQ Iraque          |
| 88 kg (Detalhes)          | Yan Panpan CHN China             | Mohamed Elelfat EGY Egito             | Yurii Babynets UKR Ucrânia        |
| 97 kg (Detalhes)          | Abdelkareem Khattab JOR Jordânia | Ye Jixiong CHN China                  | Fabio Torres COL Colômbia         |
| 107 kg (Detalhes)         | Aliakbar Gharibshahi IRI Irã     | Enkhbayaryn Sodnompiljee MGL Mongólia | José de Jesús Castillo MEX México |
| Mais de 107 kg (Detalhes) | Ahmad Aminzadeh IRI Irã          | Anton Kriukov UKR Ucrânia             | Akaki Jintcharadze GEO Geórgia    |

### Evento feminino
| Evento                   | Ouro                                   | Prata                        | Bronze                            |
| ------------------------ | -------------------------------------- | ---------------------------- | --------------------------------- |
| 41 kg (Detalhes)         | Cui Zhe CHN China                      | Esther Nworgu NGR Nigéria    | Lara Lima BRA Brasil              |
| 45 kg (Detalhes)         | Guo Lingling CHN China                 | Zoe Newson GBR Grã-Bretanha  | Nazmiye Muslu Muratlı TUR Turquia |
| 50 kg (Detalhes)         | Clara Fuentes Monasterio VEN Venezuela | Xiao Jinping CHN China       | Olivia Broome GBR Grã-Bretanha    |
| 55 kg (Detalhes)         | Rehab Ahmed EGY Egito                  | Besra Duman TUR Turquia      | Kamolpan Kraratpet THA Tailândia  |
| 61 kg (Detalhes)         | Onyinyechi Mark NGR Nigéria            | Cui Jianjin CHN China        | Amalia Pérez MEX México           |
| 67 kg (Detalhes)         | Tan Yujiao CHN China                   | Fatma Elyan EGY Egito        | Maria de Fátima Castro BRA Brasil |
| 73 kg (Detalhes)         | Mariana D'Andrea BRA Brasil            | Ruza Kuzieva UZB Uzbequistão | Sibel Çam TUR Turquia             |
| 79 kg (Detalhes)         | Han Miaoyu CHN China                   | Bose Omolayo NGR Nigéria     | Safaa Hassan EGY Egito            |
| 86 kg (Detalhes)         | Tayana Medeiros BRA Brasil             | Zheng Feifei CHN China       | Marion Serrano CHI Chile          |
| Mais de 86 kg (Detalhes) | Folashade Oluwafemiayo NGR Nigéria     | Deng Xuemei CHN China        | Nadia Ali EGY Egito               |

### Quadro de medalhas
País sede destacado
| Ordem | País             | Medalha de ouro | Medalha de prata | Medalha de bronze |    |
| ----- | ---------------- | --------------- | ---------------- | ----------------- | -- |
| 1     | CHN China        | 6               | 8                | 1                 | 15 |
| 2     | IRI Irã          | 3               |                  | 1                 | 4  |
| 3     | EGY Egito        | 2               | 2                | 2                 | 6  |
| 4     | NGR Nigéria      | 2               | 2                |                   | 4  |
| 5     | BRA Brasil       | 2               |                  | 2                 | 4  |
| 6     | JOR Jordânia     | 2               |                  |                   | 2  |
| 7     | KAZ Cazaquistão  | 1               |                  |                   | 1  |
|       | MAS Malásia      | 1               |                  |                   | 1  |
|       | VEN Venezuela    | 1               |                  |                   | 1  |
| 10    | TUR Turquia      |                 | 2                | 2                 | 4  |
| 11    | GBR Grã-Bretanha |                 | 2                | 1                 | 3  |
| 12    | UKR Ucrânia      |                 | 1                | 1                 | 2  |
| 13    | CUB Cuba         |                 | 1                |                   | 1  |
|       | MGL Mongólia     |                 | 1                |                   | 1  |
|       | UZB Uzbequistão  |                 | 1                |                   | 1  |
| 16    | MEX México       |                 |                  | 2                 | 2  |
| 17    | ALG Argélia      |                 |                  | 1                 | 1  |
|       | CHI Chile        |                 |                  | 1                 | 1  |
|       | COL Colômbia     |                 |                  | 1                 | 1  |
|       | GEO Geórgia      |                 |                  | 1                 | 1  |
|       | IRQ Iraque       |                 |                  | 1                 | 1  |
|       | ITA Itália       |                 |                  | 1                 | 1  |
|       | THA Tailândia    |                 |                  | 1                 | 1  |
|       | VIE Vietnã       |                 |                  | 1                 | 1  |
| TOTAL | TOTAL            | 20              | 20               | 20                | 60 |